# Santiago Morán

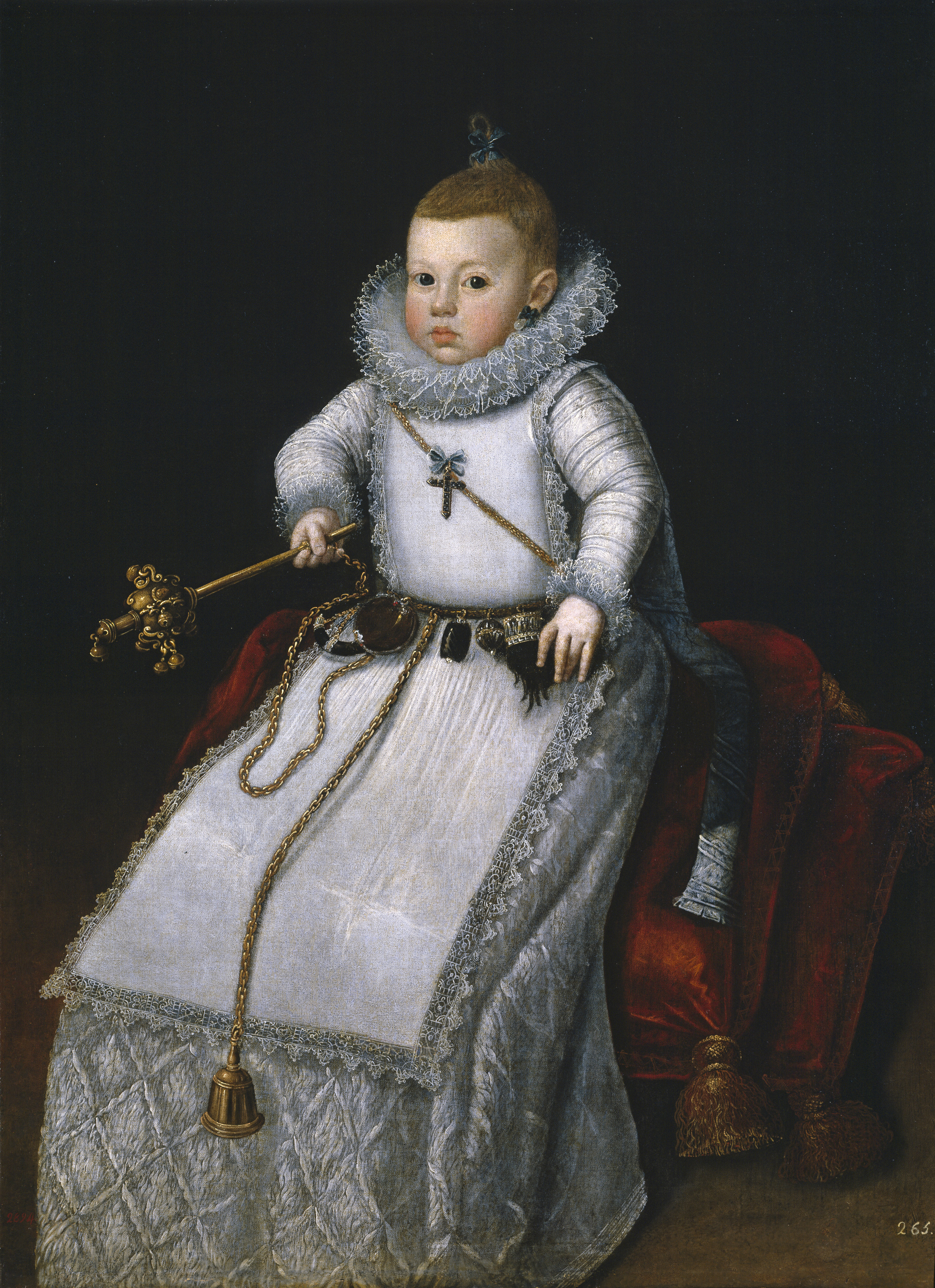
Portrait de l’infante Margarita Francisca, vers 1610, huile sur toile (100 × 72 cm), Madrid, Musée du Prado.

Santiago Morán, surnommé « le vieux » (vers 1571 - 1626) est un peintre espagnol né à Viana del Bollo (Orense) et mort à Madrid. Son fils Santiago Morán Cisneros continua dans la voie de son père.

## Biographie
Disciple et collaborateur de Juan Pantoja de la Cruz, il occupa un poste de peintre chambre du roi Philippe III d'Espagne à la suite de la mort de Pantoja en 1609. Les portraits qu’il fit du roi et des membres de la famille royale sont documentés, bien que seul celui de l’infante Margarita Francisca (Musée du Prado) nous soit parvenu.
La documentation à son propos souligne ses talents comme peintre d’oiseaux. En 1612, il prit une commande pour des copies de peintures que la reine Marguerite d’Autriche avait demandé de rapporter de Florence pour le Couvent des Déchaux de Valladolid et qui avaient souffert de graves dommages durant le voyage. Selon des recherches  récentes, il est probable que Morán se fût limité à restaurer ces toiles, et peut-être pas de ses propres mains. Ces toiles sont conservées in situ.
L’imposition de la chasuble à Saint Ildefonse est une autre de ses toiles importantes qui nous est arrivée et qui est conservée dans une collection particulière.